# Ibicaraí
Ibicaraí este un oraș în statul Bahia (BA) din Brazilia.